# Губные согласные
Губные согласные (лабиальные) — согласные, образованные либо при участии обеих губ (губно-губные согласные), либо нижней губой и верхними зубами (губно-зубные согласные). [m] является в русском языке губно-губно носовым согласным, [b] и [p] в русском языке глухие губно-губно-взрывные, [v] и [f] относятся к губно-зубным фрикативам.
Губно-губные согласные и велярные аппроксиманты существуют, например, в испанском и многих других языках мира, но отсутствуют в русском и английском языках.
Огубление губ, или лабиализация могут сопровождать другие органы речи. /w/ в английском языке является лабио-велярным согласным.
Губные согласные делятся на два класса:
- губно-губные согласные
- губно-зубные согласные

Однако, лишь в немногих языках проводится подобное разделение (пример — язык Эве, в котором представлены оба вида фрикативов). Для абсолютного большинства языков, губные согласные, сами по себе, несут достаточное фонемное разделение. В зависимости от языка, звуки оказываются либо губно-губными, либо губно-зубными. Эта картина хорошо представлена в английском языке губно-губными смычными и носовыми, а также губно-зубными фрикативами. Самый распространённый лабио-велярный аппроксимант в английском — /w/.